# 埃及共产党 (1958年)
埃及共产党（阿拉伯语：الحزب الشيوعي المصري）是埃及的一个已不存在的共产主义政党。1958年1月8日，联合埃及共产党与工农共产党合并为埃及共产党。该党的领导人是Abu Sayf Yusuf、Kamal Abd al-Halim和Fuad Mursi。该党多次遭到纳赛尔政权的大规模逮捕。由于埃及复杂的政局，埃及共产党在1965年自行解散。